# Clemente Rodríguez
Clemente Juan Rodríguez (født 31. juli 1981 i Buenos Aires, Argentina) er en argentinsk fodboldspiller, der spiller som back eller alternativt kantspiller. Han spiller for Colón, hvor han kom til fra Boca Juniors, som han har spillet for i tre omgange. Han har desuden repræsenteret Estudiantes de La Plata, russiske Spartak Moskva og spanske RCD Espanyol.
Med Boca Juniors har Rodríguez vundet 2 argentinske mesterskaber, tre Copa Libertadores og én Intercontinental Cup.

## Landshold
Rodríguez står (pr. november 2010) noteret for 13 kampe og én scoring for Argentinas landshold, som han debuterede for i 2003. Han var året efter en del af den argentinske trup, der vandt guld ved OL i Athen. Han har også deltaget ved Copa América 2004 og VM i 2010.

## Titler
Primera División de Argentina
- 2000 (Apertura) og 2003 (Apertura) med Boca Juniors

Copa Libertadores
- 2001, 2003 og 2007 med Boca Juniors

Intercontinental Cup
- 2003 med Boca Juniors

OL
- 2004 med Argentina